# Philippe Arnal
Pour les articles homonymes, voir Arnal.
Philippe Arnal, né le 1er février 1943 à Alès et décédé le 4 mai 1994 à Saint-Martin-de-Boubaux, est un réalisateur de télévision français, actif des années 1960 au début des années 1980.

## Biographie
Philippe Arnal naît en 1943 à Alès. Il est le fils de Jacques Arnal, commissaire, futur chef de la Brigade mondaine au début des années 1950, et écrivain,.
Il débute en 1963 comme assistant réalisateur auprès de Jean-Jacques Languepin,. En 1965, il assiste Claude Barma pour le feuilleton Maigret avec Jean Richard et travaille en 1971 sur le feuilleton franco-allemand Les Aventures du capitaine Lückner.
En 1972, il réalise son premier téléfilm, La Mandragore, d'après Machiavel, avec Claude Jade et Paul Barge. Son deuxième film, Le Noctambule, avec André Thorent, est un téléfilm policier qui flirte avec le fantastique.
En 1973 et 1974, Philippe Arnal tourne les feuilletons Un tyran sous la pluie, avec Nadine Alari et le jeune Yves Rénier, et Un curé de choc avec Jean Sagols. En 1977, il réalise la série Recherche dans l'intérêt des familles, avec Michel Roux et Dominique Paturel. Les scénarios des épisodes sont écrits par son père qui a lui-même traité durant sa carrière de policier ce type d'affaires, dans lesquelles une personne majeure disparue est recherchée à la demande de ses proches. À la même époque, Philippe Arnal signe des reportages animaliers pour l'émission Les Animaux du monde.
Son dernier film, L'Enfant et les Magiciens, avec Alexandre Sterling et Magali Noël, est diffusé en 1982.
Philippe Arnal meurt à l'âge de 51 ans en 1994, à Saint-Martin-de-Boubaux, quelques mois avant son père. Une plaque funéraire lui rend hommage dans le cimetière de Saint-Jean-du-Gard.

## Filmographie
- 1966 : En votre âme et conscience :  Pour l'honneur d'une fille de Claude Barma (assistant réalisateur)